# Powerland
Die Powerland AG ist die deutsche Holdinggesellschaft eines im Jahr 2003 gegründeter chinesischen Herstellers von Leder- und Textilwaren mit Schwerpunkt auf Luxus-Damenhandtaschen. Diese werden unter der gleichnamigen Marke Powerland in China vertrieben. Unter der Marke Sotto entwickelt und vertreibt das Unternehmen beispielsweise Sport-, Freizeit- und Laptoptaschen, die in China und auf internationalen Märkten verkauft werden.

## Geschichte
Gegründet im Jahr 2003 als Powerland Fujian, produzierte das Unternehmen zunächst Textilien, bevor es 2005 mit der Herstellung von synthetischen Lederwaren begann. Im Jahre 2007 begann das Unternehmen, Luxushandtaschen für Damen herzustellen. Zu diesem Zweck wurde eine Kooperation mit dem Designstudio von Francesco Turchi begonnen, der unter anderem für Marken wie Gucci, Fendi, Bulgari und Acqua di Parma Luxusgüter entwickelt hat. Der Gründer Shunyuan Guo hält über die Guo GmbH & Co. KG mehr als 60 Prozent der Aktien.
Am 5. Juni 2015 beantragte die Powerland AG das Delisting ihrer Aktien von der Frankfurter Wertpapierbörse, da der wirtschaftliche Nutzen der Börsennotierung den damit entstandenen Aufwand nicht rechtfertigt. Die Aktie hat seit der Börsennotierung am 11. April 2011 mehr als 90 Prozent ihres Wertes verloren. Die Aktien wurden weiterhin im Freiverkehr an der Börse Hamburg gehandelt. Am 31. Juli 2015 kündigte die Guo GmbH & Co. KG des Firmengründers Shunyuan Guo an, den restlichen Aktionären ein öffentliches Übernahmeangebot zu 0,80 Euro je Powerland-Aktie zu unterbreiten. Zum Jahresende 2017 endete die Börsennotierung in Hamburg.

## Unternehmensstruktur
Powerland operiert von zwei Standorten aus, die im Südosten Chinas angesiedelt sind: Fujian und Guangzhou.

### Standort Fujian
Hier befindet sich die Design- und Marketingabteilung für die Luxusprodukte von Powerland, die zum großen Teil aus echtem Leder hergestellt werden. Außerdem werden hier auch die Designs für jene Produkte entworfen, die aus Stoff gefertigt werden. Diese werden auch in Fujian hergestellt und von dort aus vertrieben.

### Standort Guangzhou
In Guangzhou ist der komplette Herstellungs- und Vertriebsprozess der Sotto-Produkte angesiedelt, die zum großen Teil aus Kunstleder hergestellt werden.

### Powerland AG
Das Unternehmen hat 2011 für seinen beabsichtigten Börsengang im ersten Halbjahr 2011 im Prime Standard der Frankfurter Börse eine Aktiengesellschaft mit Sitz in Frankfurt am Main gegründet.

## Geschäftstätigkeit
Powerland entwickelt, fertigt und vertreibt Handtaschen, Reisetaschen, Koffer, Laptoptaschen, Brieftaschen, Portemonnaies und weitere Accessoires.

### Marke Powerland
Der Vertrieb der Luxusartikel erfolgt mit der Marke Powerland über 110 eigene Geschäfte und Verkaufsstellen ausschließlich in China. Vor allem Damen der wachsenden chinesischen Mittelschicht sollen die Powerland-Produkte kaufen.

### Marke Sotto
Produkte der unteren Preisklasse werden dagegen unter der Marke Sotto an Großhändler, Warenhäuser und Supermärkte verkauft, auch im Ausland. Mit dieser Geschäftstätigkeit hat Powerland im Jahre 2003 angefangen, erst im Jahre 2008 kamen die Luxusartikel hinzu.